# 邦苞
邦 苞（ほう ほう、朝鮮語: 방포）は、中国南明の将軍であり、朝鮮氏族の務安邦氏の始祖である。
中国山西省雁門道出身であり、中国の南明の隆武帝の忠臣である。邦苞の子孫一族は李氏朝鮮に帰化した。